# Japanagromyza cercariae
Japanagromyza cercariae är en tvåvingeart som beskrevs av Mitsuhiro Sasakawa 1963. Japanagromyza cercariae ingår i släktet Japanagromyza och familjen minerarflugor. Inga underarter finns listade i Catalogue of Life.